# 巴格海鱨
巴格海鱨為輻鰭魚綱鯰形目海鯰科的其中一種，分布南美洲哥倫比亞至巴西亞馬遜河河口半鹹水水域、海域，棲息深度可達50公尺，本魚體銀灰色，背部藍灰色，腹部白色，具兩對觸鬚，一對在下頷；一對在上頷骨後端，體長可達55公分，棲息在沿海、河口區，底棲性魚類，屬肉食性，以小魚、無脊椎動物為食，可做為食用魚。

## 擴展閱讀
維基物種上的相關：巴格海鱨